# Tarym
Tarym (chiń. upr. 塔里木河; pinyin Tǎlǐmù Hé, ujg. ‏تارىم دەرياسى‎, Tarim däryasi) – rzeka w zachodnich Chinach, w bezodpływowej Kotlinie Kaszgarskiej. Długość (z Jarkend-darią) – 2030 km, powierzchnia zlewni – 951,5 tys. km².
Tarym powstaje z połączenia Jarkend-darii, Kaszgaru, Aksu He i Hotan He we wschodniej części Gór Ałajskich. Rzeka przepływa przez północną część Kotliny Kaszgarskiej, od jej nazwy zwanej również Kotliną Tarymską, i płynie na wschód wzdłuż północnego skraju pustyni Takla Makan. W dolnym biegu tworzy odnogi zanikające w piaskach pustyni, jedynie okresowo część wód uchodzi do jeziora Tetima Hu. Rzeka wykorzystywana jest intensywnie do nawadniania. Została uregulowana w 1952 roku.